# Ceresa paranaensis
Ceresa paranaensis är en insektsart som beskrevs av Remes-lenicov 1976. Ceresa paranaensis ingår i släktet Ceresa och familjen hornstritar. Inga underarter finns listade i Catalogue of Life.